# Melitaea semilearchus
Melitaea semilearchus är en fjärilsart som beskrevs av Ebert 1926. Melitaea semilearchus ingår i släktet Melitaea och familjen praktfjärilar. Inga underarter finns listade i Catalogue of Life.